# Autódromo Oscar y Juan Gálvez
Autódromo Oscar y Juan Gálvez je motoristický závodní okruh v Buenos Aires v Argentině postavený v roce 1952 za prezidenta Juana Peróna, do Perónova svržení pojmenovaný Autódromo 17 de Octubre, protože 17. říjen byl významným dnem pro jeho politickou stranu.
Okruh se nachází v parku v jižní části města a leží na rovině obklopené rozlehlými tribunami, čímž má většina diváků vynikající rozhled na celý okruh. Některé závody se konaly bez zkroucené vnitřní sekce, a to výrazně snižovalo časy zajeté na okruhu.
Závody sportovních aut nazvané 1000 km Buenos Aires využívaly v letech 1954–1960 Autódromo, stejně jako části dálnice v blízkosti trati. Závod 1000 km se vrátil opět mezi lety 1970–1972, ale používal pouze úsek na Autódromu.
Mezi lety 1953 a 1998 se na Autódromu uskutečnilo 20 Argentinských velkých cen závodu vozů Formule 1. Mezi lety 1961 a 1999 se na Autódromu pořádalo 10 Argentinských motocyklových velkých cen.

## Trať od roku 1953
- Délka okruhu 3 345 m
- Rekord v kvalifikaci – 1:36.900 Stirling Moss/1960
- Rekord v závodě – 1:38.900 Stirling Moss/1960

| Rok       | Jezdec                         | Konstruktér | Výsledky  |
| --------- | ------------------------------ | ----------- | --------- |
| 1953      | Alberto Ascari                 | Ferrari     | Výsledky  |
| 1954      | Juan Manuel Fangio             | Maserati    | Výsledky  |
| 1955      | Juan Manuel Fangio             | Mercedes    | Výsledky  |
| 1956      | Juan Manuel Fangio Luigi Musso | Ferrari     | Výsledky  |
| 1957      | Juan Manuel Fangio             | Maserati    | Výsledky  |
| 1958      | Stirling Moss                  | Cooper      | Výsledky  |
| 1959      | Nejelo se                      | Nejelo se   | Nejelo se |
| 1960      | Bruce McLaren                  | Cooper      | Výsledky  |
| 1961–1971 | Nejelo se                      | Nejelo se   | Nejelo se |
| 1972      | Jackie Stewart                 | Tyrrell     | Výsledky  |
| 1973      | Emerson Fittipaldi             | Lotus       | Výsledky  |

## Trať od roku 1974
- Délka okruhu 5 968 m
- Rekord v kvalifikaci – 1:05.591 Clay Regazzoni/1973
- Rekord v závodě – 1:09.886 Emerson Fittipaldi/1973

| Rok       | Jezdec             | Konstruktér | Výsledky  |
| --------- | ------------------ | ----------- | --------- |
| 1974      | Denny Hulme        | McLaren     | Výsledky  |
| 1975      | Emerson Fittipaldi | McLaren     | Výsledky  |
| 1976      | Nejelo se          | Nejelo se   | Nejelo se |
| 1977      | Jody Scheckter     | Wolf        | Výsledky  |
| 1978      | Mario Andretti     | Lotus       | Výsledky  |
| 1979      | Jacques Laffite    | Ligier      | Výsledky  |
| 1980      | Alan Jones         | Williams    | Výsledky  |
| 1981      | Nelson Piquet      | Brabham     | Výsledky  |
| 1982–1994 | Nejelo se          | Nejelo se   | Nejelo se |

## Trať od roku 1995
- Délka okruhu 4 322 m
- Rekord v kvalifikaci – 1:24.473 Jacques Villeneuve/1997
- Rekord v závodě – 1:27.981 Gerhard Berger/ 1997

| Rok  | Jezdec             | Konstruktér | Výsledky |
| ---- | ------------------ | ----------- | -------- |
| 1995 | Damon Hill         | Williams    | Výsledky |
| 1996 | Damon Hill         | Williams    | Výsledky |
| 1997 | Jacques Villeneuve | Williams    | Výsledky |
| 1998 | Michael Schumacher | Ferrari     | Výsledky |